# Suctobelbata prelli
Suctobelbata prelli är en kvalsterart som först beskrevs av Johann Christian Friedrich Märkel och Meyer 1958.  Suctobelbata prelli ingår i släktet Suctobelbata och familjen Suctobelbidae. Inga underarter finns listade i Catalogue of Life.